# Cincinnati Comets
I Cincinnati Comets sono stati una società di calcio statunitense, che aveva sede a Cincinnati, Ohio.

## Storia
I Cincinnati Comets vennero fondati nel 1972 per militare nell'American Soccer League dal chirurgo e appassionato di calcio di origine italiana Nick Capurro insieme ad altri imprenditori locali. Nelle intenzioni di Capurro, che fu anche allenatore della squadra, la squadra doveva avere una solida base di giocatori autoctoni americani ma tali propositi negli anni a seguire non furono mantenuti e le rose furono piuttosto eterogenee.
La stagione 1972 fu per i Comets trionfale, con una sola sconfitta in regular season, battendo nella finale playoff per il titolo i New York Greeks. Miglior giocatore del torneo fu il giovanissimo Ringo Cantillo.
Il 20 maggio 1973 i Comets organizzarono una prestigiosa amichevole contro gli inglesi del Bristol City che si imposero per 4-1.
Anche nella stagione seguente i Comets arrivarono in finale, ma questa volta soccombettero ai Greeks.
Dal 1974 la squadra non impiegava quasi più giocatori autoctoni, causando un allontanamento del pubblico. Nello stesso anno la squadra entrò in crisi finanziaria e fu salvata dal locale dj Jim Scott che investì $10.000 nel club divenendone presidente. Nonostante alcune difficoltà il club raggiunse i playoff dell'American Soccer League 1974, ove però per la prima volta non raggiunse la finale, venendo eliminato dai rivali Greeks.
Nella stagione 1975 i Comets schierarono il primo afroamericano a giocare da professionista a calcio, Bob Cooley ma, la squadra entrò in crisi sia di risultati che finanziaria, fallendo l'accesso ai playoff.
Non trovando finanziatori, nonostante nei mesi precedenti si fosse anche parlato di un passaggio della franchigia nella più remunerativa e prestigiosa NASL, nel gennaio 1976 i Comets chiusero i battenti.

## Strutture

### Stadio
Nel primo anno giocò nel campo della St. Xavier High School, nel 1973 al Nippert Stadium e negli ultimi due anni nella ASL al Trechter Stadium.

## Allenatori
- 1972-1975  Nick Capurro

## Palmarès

### Competizioni nazionali
- American Soccer League: 1

1972

### Altri piazzamenti
- American Soccer League:

Secondo posto: 1973